# Кентобе (залізний рудник)
Кентобе (залізний рудник) — підприємство гірничорудної промисловості в Карагандинській області Казахстану.
Родовище Кентобе відкрили ще у 1949 році, втім, його розробка почалась лише в 1983-му. З 2001-го рудник перейшов до ТОВ «Оркен», яке на ділі — залізорудний департамент металургійного комбінату «АрселорМіттал Теміртау».
Розробка ведеться відкритим способом, при цьому станом на 2021 рік глибина кар'єру вже сягнула 140 метрів. Розробка кар'єру планується до 2027 року, після чого продовження видобутку стане можливим лише підземним способом (втім, рішення щодо цього ще не прийняте).
Первісно вміст заліза у видобутій руді становив 72 %, проте зі збільшенням глибини падав та опустився вже до 46 %. Враховуючи це, руда відправляється на збагачувальну фабрику, де вміст заліза підвищують до 55—56 %. Крім того, на фабриці провадять змішування руд з різних ділянок, оскільки вміст сірки на родовищі сильно коливається та може досягати 5 % (при нормативі не більше ніж 3 %).
Річна потужність рудника становить 2,5 млн тонн руди та 2,1 млн тонн концентрату. Втім, наразі фактичні показники можуть бути набагато нижчі, так, у 2020-му підприємство відвантажило лише 0,46 млн тонн концентрату.
Можливо також відзначити, що у Улитауській області діє баритовий рудник Кентобе.